# Tillandsia glossophylla
Tillandsia glossophylla är en gräsväxtart som beskrevs av Lyman Bradford Smith. Tillandsia glossophylla ingår i släktet Tillandsia och familjen Bromeliaceae. Inga underarter finns listade i Catalogue of Life.